# Oxidercia
Oxidercia là một chi bướm đêm thuộc họ Erebidae.